# 비프루브
비프루브(영어: VPROVE)는 2016년 론칭한 코스모코스의 더마코스메틱 로드샵 자회사이다. 코스모코스는 2011년 6월 KT&G 자회사로 편입된 후 지분을 100% 출자한 중저가 브랜드숍 오프라인 매장과 온라인몰을 2016년 10월 28일 오픈 하였다.

## 주요 제품
- 크림 엑스퍼트 로디올라 파워 크림
- 크림 엑스퍼트 더스트 디펜스 크림 (SPF30 PA++)
- 비프루브 필링 엑스퍼트 인텐시브 필링 키트
- 미스트 엑스퍼트 블루 하이드레이팅 미스트
- 옵티뮬라 내추럴 베리어 크림
- 옵티뮬라 히아루론 포텐 밸런스 크림
- 브이 액티브 크림
- 엠포스 올인원 플루이드 - 토탈 파워 에이징
- 슈퍼 마일드 클렌징 워터 젤
- 시티 스테이 톤업 선쿠션 (SPF50 PA+++)
- 앰플 엑스퍼트 베타글루칸 수딩 앰플

## 역대 모델
- 박보검, 진기주 (2016년 10월~ 현재)[5]